# Emmy Andriesse
Emmy Andriesse, nata Emmy Eugenie Andriesse (L'Aia, 14 gennaio 1914 – Amsterdam, 20 febbraio 1953) è stata una fotografa olandese.

## Biografia
Figlia di Abraham e di Else Fuld, entrambi ebrei. La madre comproprietaria di una azienda tessile di lingerie ed il padre commesso viaggiatore della stessa ditta. A quindici anni le morì sua madre. Il padre, costretto per lavoro a viaggiare, fu affidata ed allevata da varie zie, che, lavorando tutte, la ragazza ha potuto godere di ampia indipendenza, sviluppando interesse sia nei confronti dell'emancipazione femminile che verso idee politiche di sinistra. Negli anni 1935-1937 frequentò un corso sperimentale, tenuto da due artisti grafici, Paul Schuitema e Gerrit Kiljan, presso l'Accademia d'arte dell'Aia. Imparò soprattutto la fotografia e l'uso che se ne faceva sui manifesti, nella pubblicità e negli articoli di giornale.
Tenuto conto della sua tendenza nei confronti della fotografia, già a partire dal secondo anno alla scuola d'arte venne soprannominata "Emma Leica", a causa della macchina che aveva sempre con sé, e visse con altri studenti a Voorburg. Con lo scoppio della guerra civile spagnola entrò in contatto con gli artisti antifascisti sia con il comitato Aiuto alla Spagna che con l'Associazione antifascista degli artisti per i diritti culturali, tra i quali c'erano anche Eva Besnyö, Cas Oorthuys, Carel Blazer, quest'ultimo la sostenne a lungo in campo tecnico.

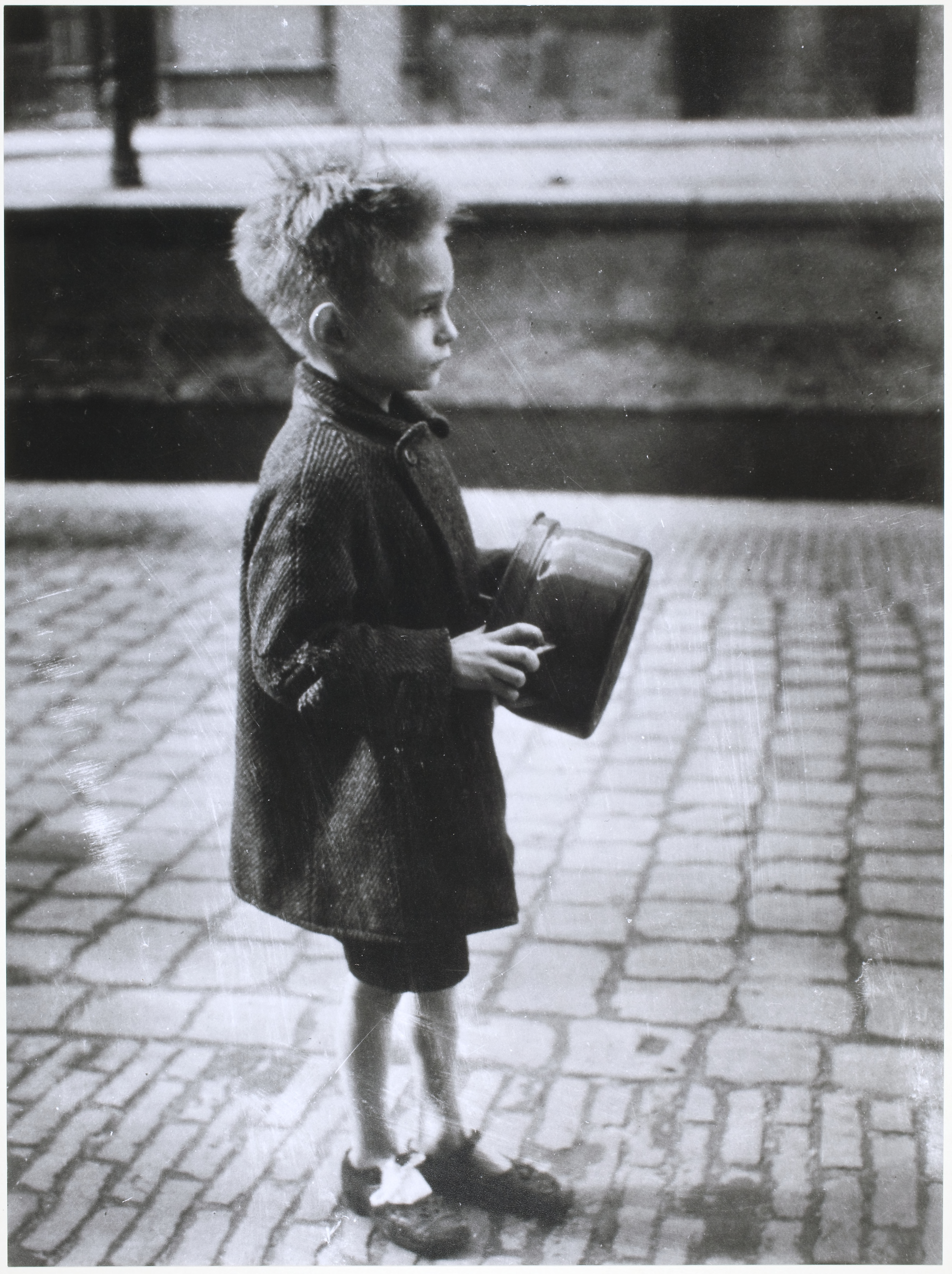
Bambino con padella

Nel giugno 1941 Andriesse sposò il grafico e artista visivo Dick Elffers (1910-1990), ma, nonostante il matrimonio misto, lei in quanto ebrea non poté più lavorare fino al 1944, quando l'antropologo Arie de Froe non le diede una carta d'identità falsa. Ciò le consentì di unirsi al gruppo "De Ondergedoken Camera" (Camera nascosta) e di poter fotografare l'"inverno della fame" del 1944-1945 dove morirono di fame, freddo e miseria migliaia di olandesi. Famosa è la foto di Andriesse del bambino emaciato per strada con la padella in cerca di cibo.
Il primo figlio, Cas, nacque nel 1943, ma finita la guerra nel 1945, durante una vacanza, morì annegato. Nel 1946 nacque Joost destinato a diventare, come il padre, un graphic designer ed un editore, che da anni vive negli Stati Uniti. Oltre a dedicarsi alle riprese delle città distrutte dai bombardamenti nazisti, in questi primi anni del dopoguerra, lo Stedelijk Museum commissionò ad Andriesse una serie di ritratti di artisti, pittori, scultori europei e lei dal 1947 al 1951 visitò i loro studi e ritrasse gli artisti in posa, spesso con rigorosa simmetria tra le opere presenti, contestualizzando lo studio e in esso il personaggio che ne diveniva simbolo. Un altro aspetto importante del suo lavoro, probabilmente derivato dalle sue origini, fu quello della moda, fotografando molte sfilate, perfino a Parigi, e pubblicandole su varie riviste tra cui Vogue. Partecipò a mostre collettive allo Stedelijik Museum di Amsterdam, in particolare Foto '48 e Photographie, nel 1952 insieme a Blazer, Besnyö e Oorthuys.
Mentre si trovava in Francia nel 1951 per fotografare "Il mondo di Van Gogh" scoprì di avere un cancro. Non riuscirà a portare a termine il lavoro che verrà pubblicato postumo. Edward Steichen nel 1953, l'anno della morte di Emmy, scelse una sua foto, per la mostra The Family of Man che sarà inaugurata a New York al Museum of Modern Art due anni dopo e che girerà negli anni successivi varie città del mondo. La foto prescelta mostra una coppia di anziani olandesi nel 1947.
La collezione disponibile comprende 1 730 fotografie, 15 000 negativi e 21 album creati durante la breve carriera di Emmy Andriesse, tra il 1932 e il 1953. La collezione è composta quasi interamente dal suo lascito personale che è stato acquisito dall'Università di Leida nel 1962, grazie al marito Dick Elffers. Successivamente, la collezione si è integrata con donazioni di Cas Oorthuys e Paul Citroen. Anche lo Stedelijk Museum di Amsterdam possiede una collezione di immagini di Andriesse.

## Galleria d'immagini

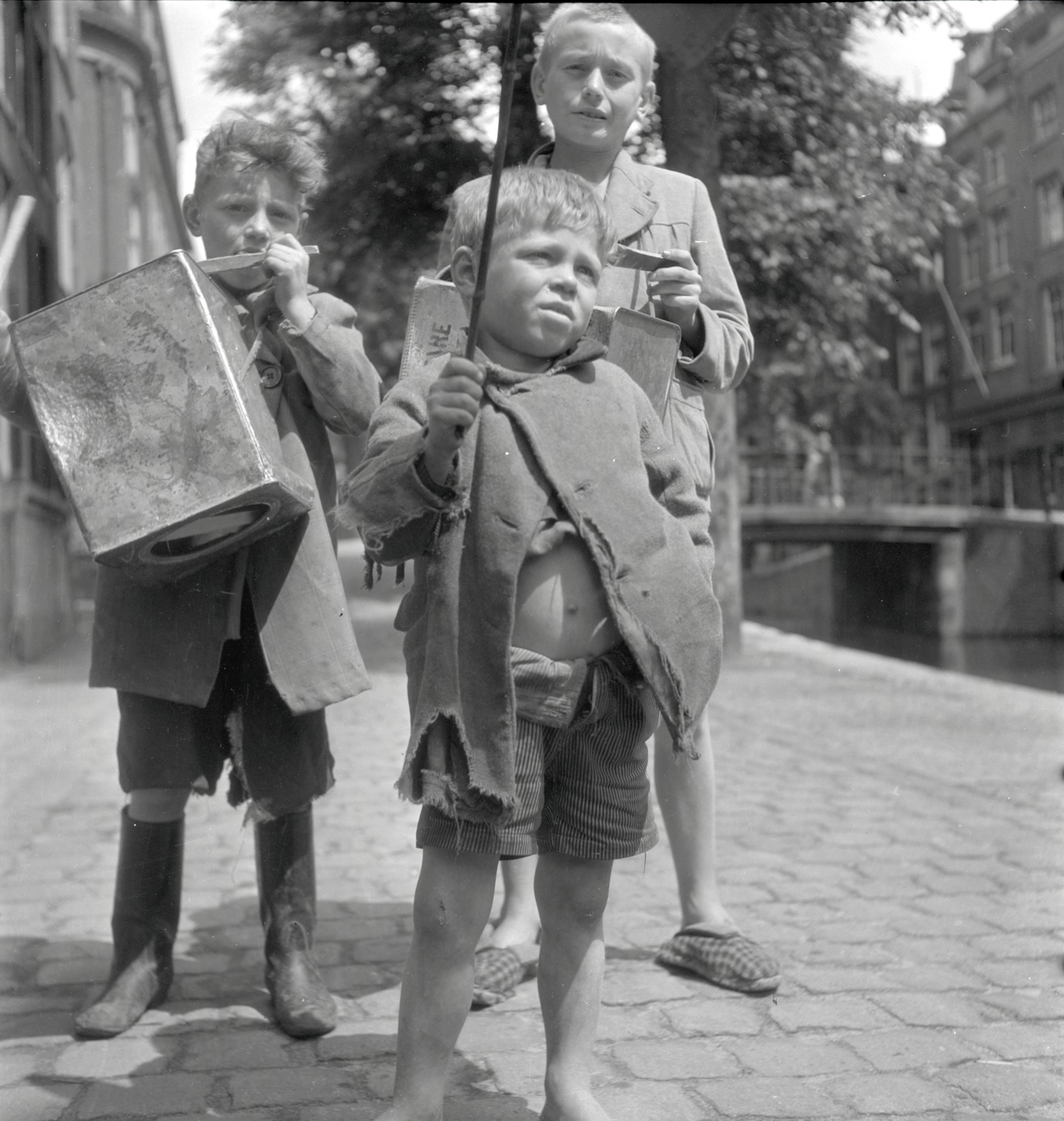
l'"inverno di fame", 1944-1945
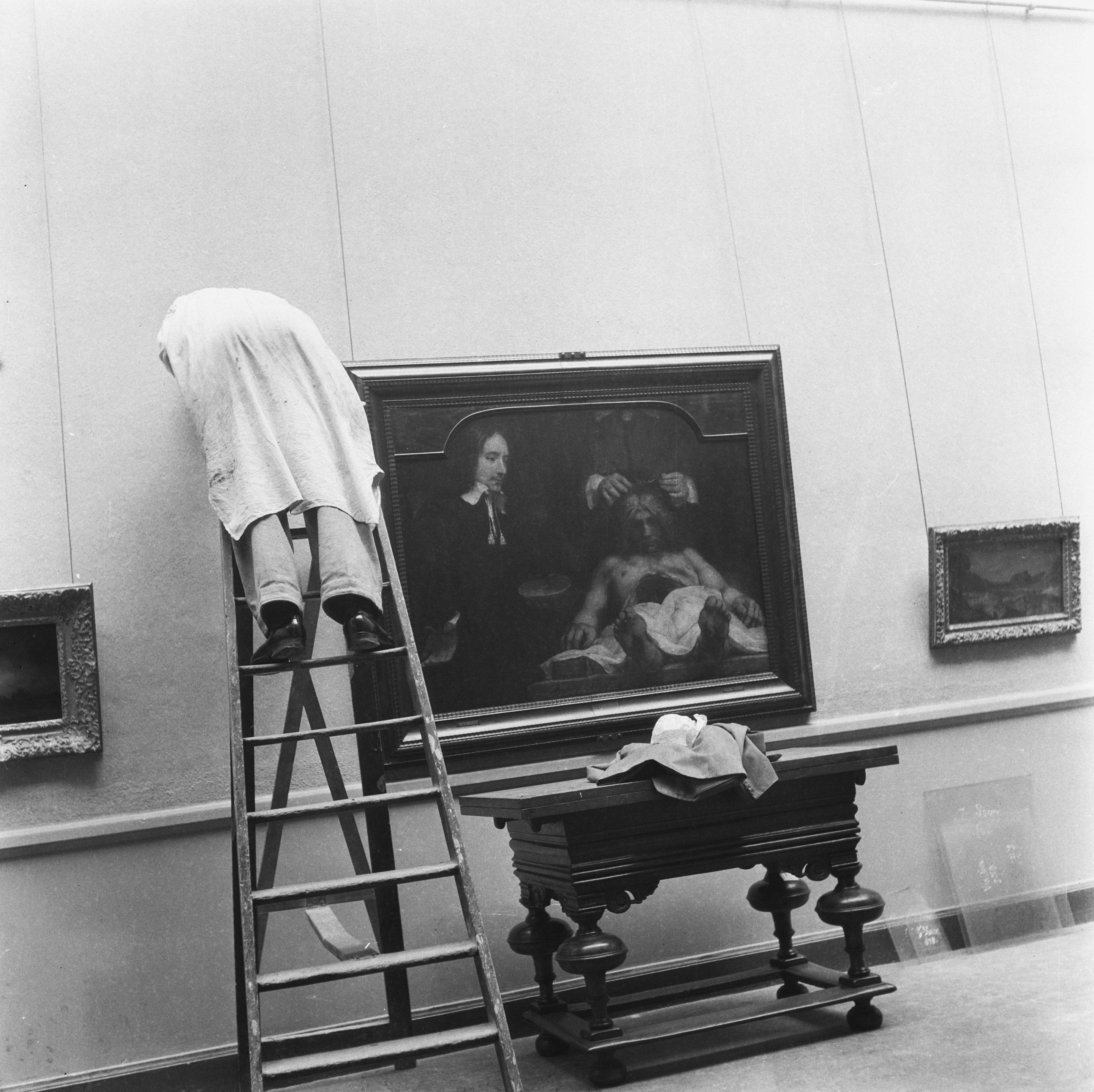
"Lezione di anatomia del dottor Deijman" di Rembrandt, 1945
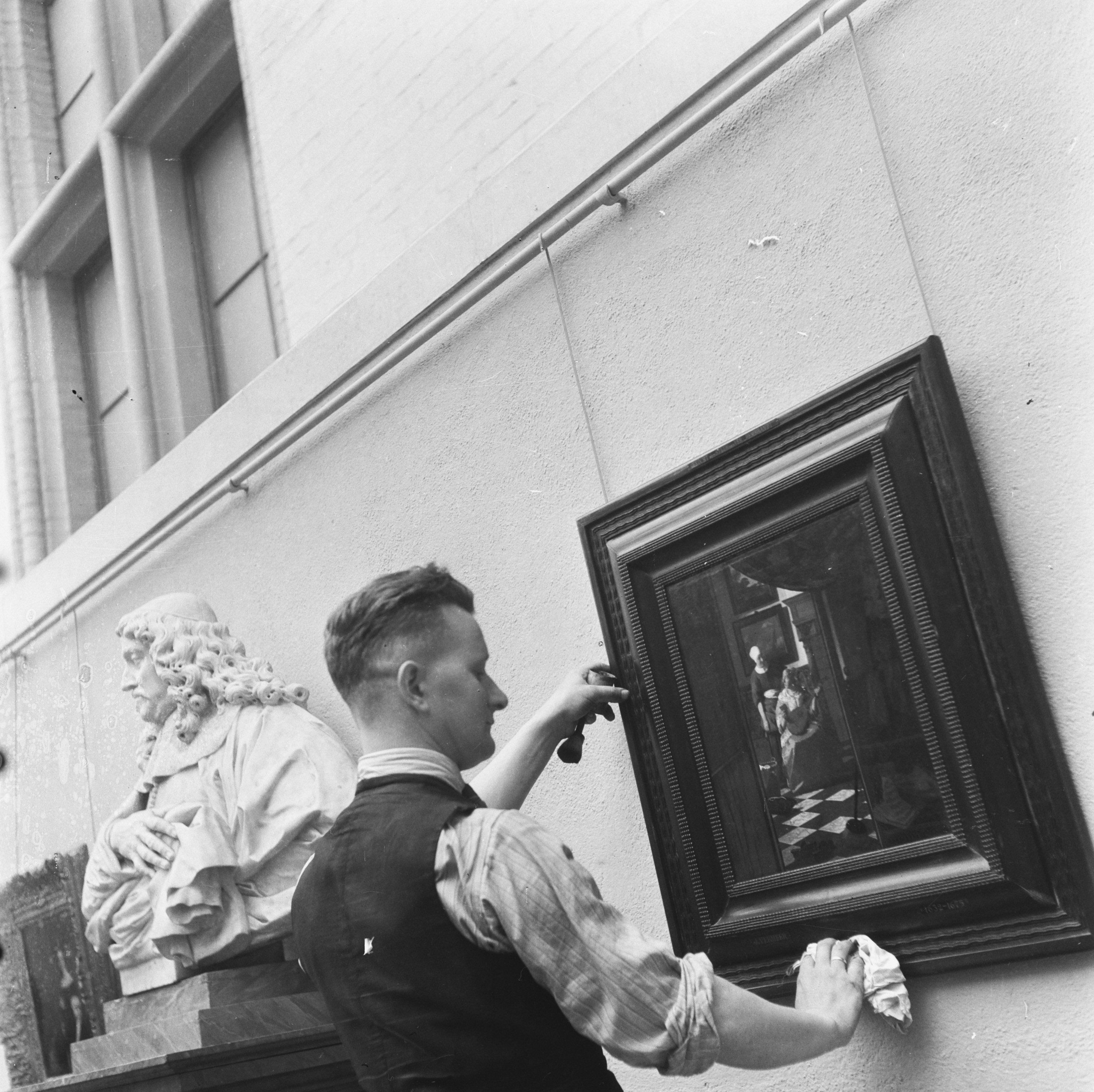
"Lettera d'amore" di Vermeer, 1945
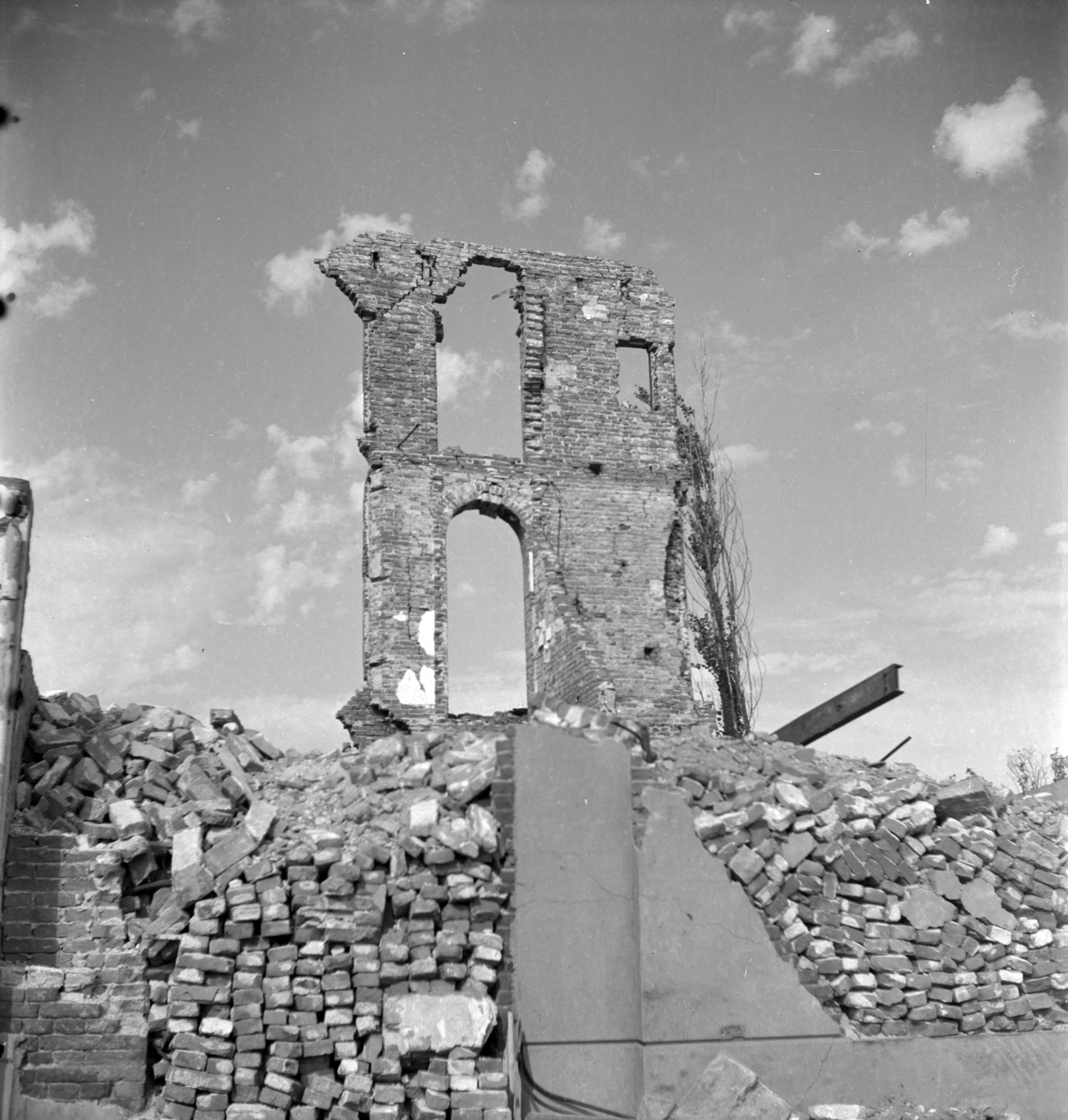
le rovine di Arnhem, 1946-1947
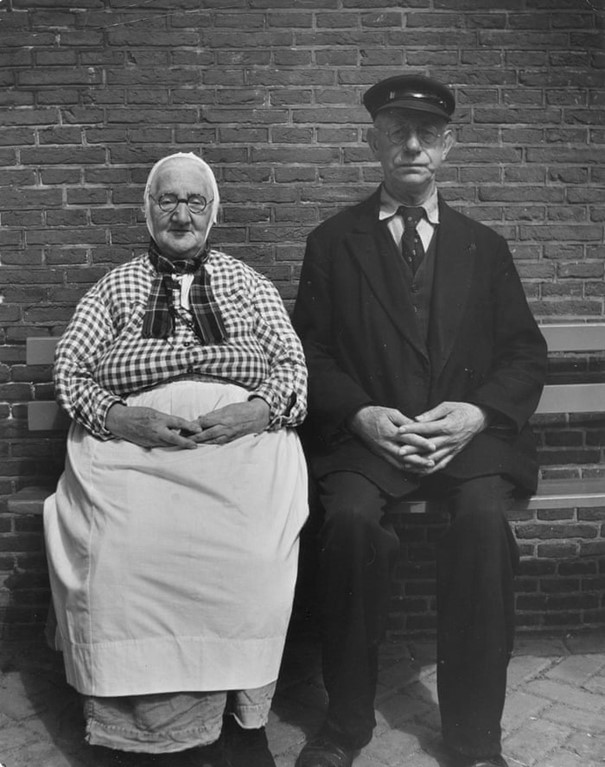
Coppia di anziani olandesi, 1947 - foto scelta da Edward Steichen
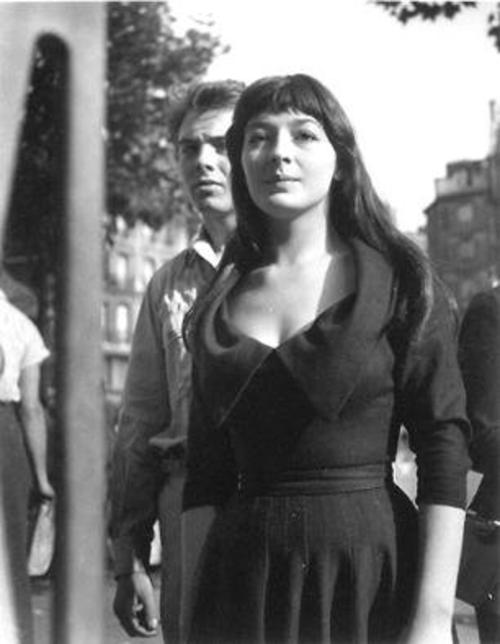
la cantante Juliette Gréco e lo scrittore Erskine Caldwell, 1943-1953
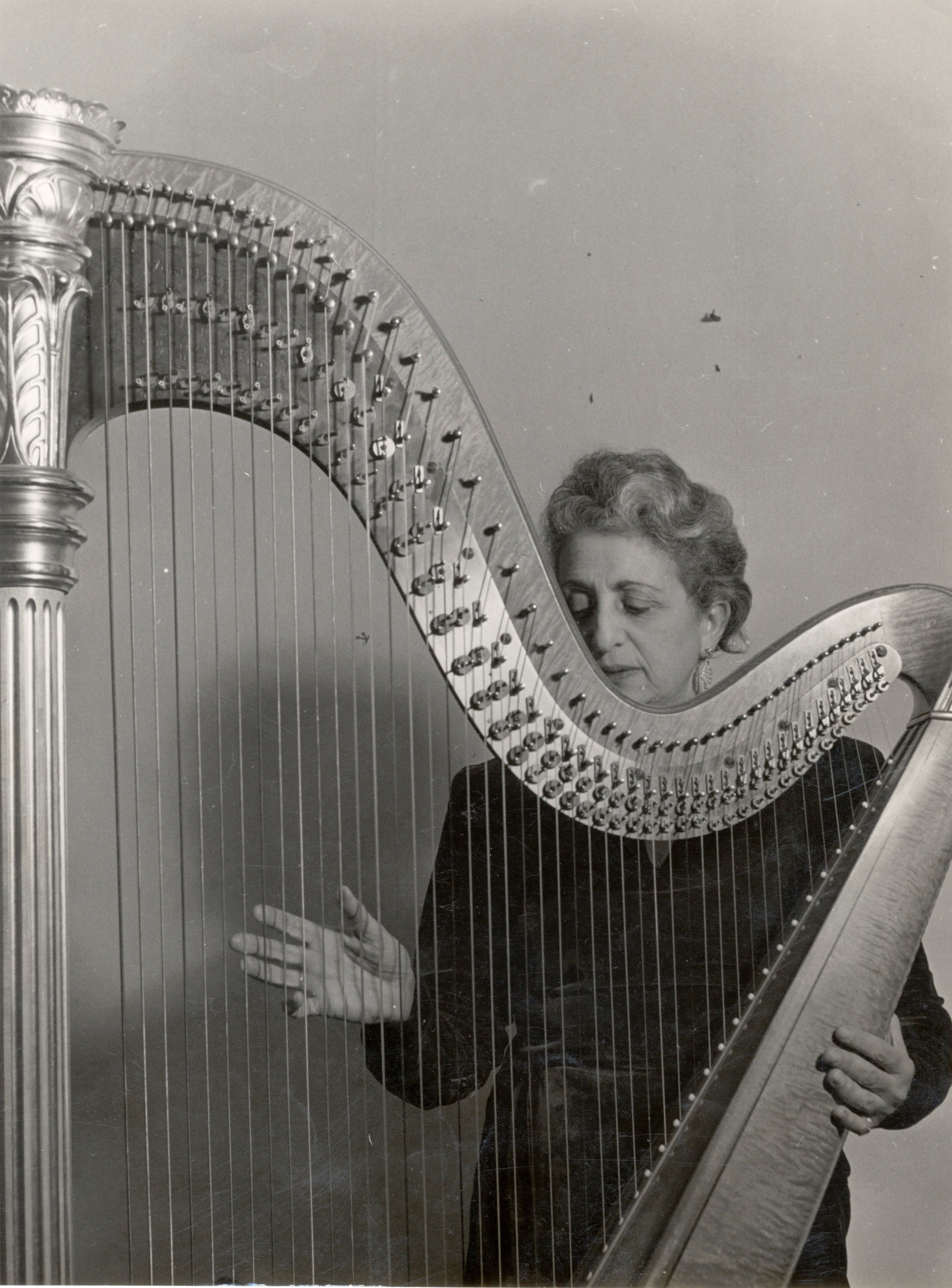
L'arpista Rosa Spier, 1950
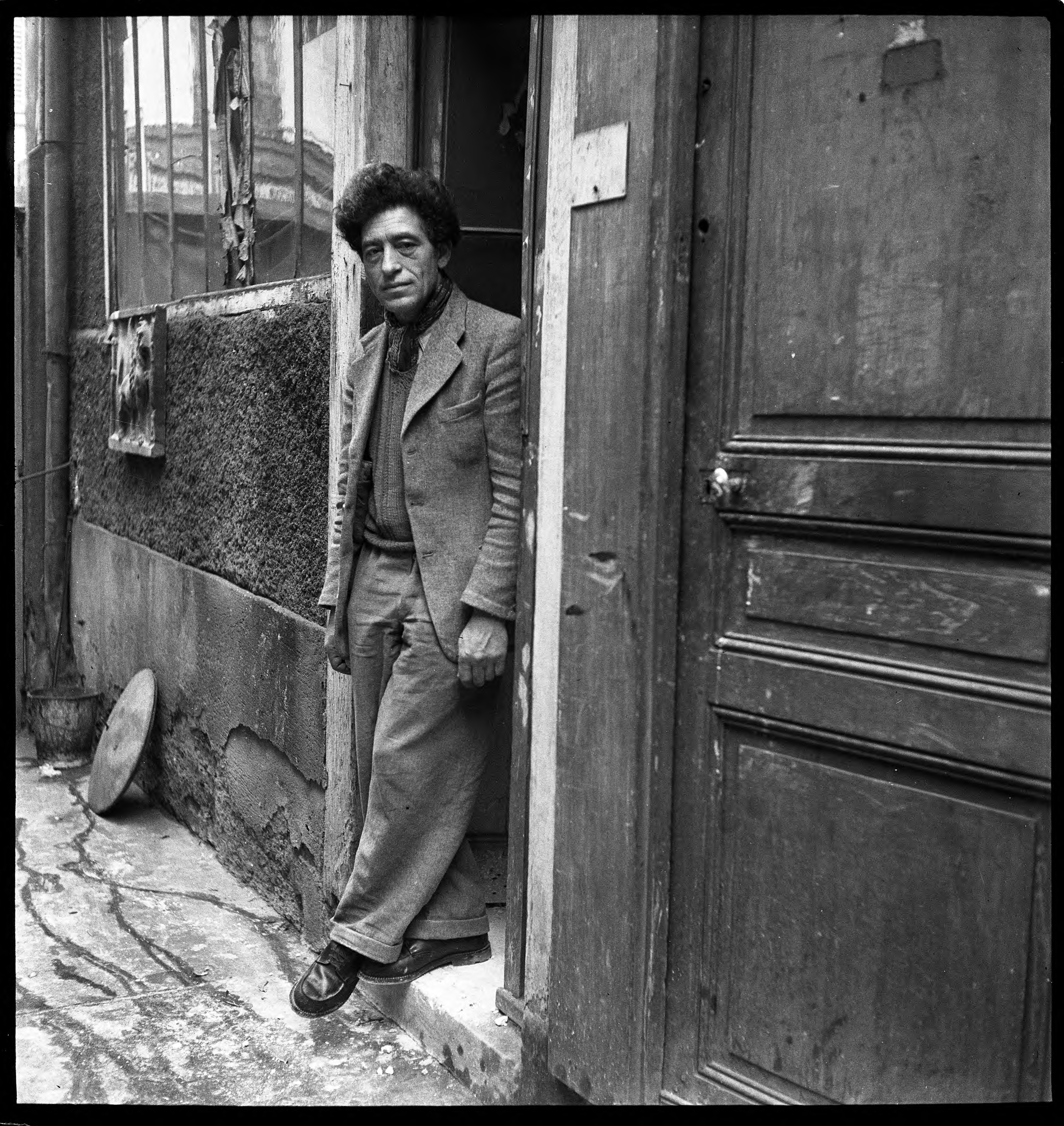
lo scultore Alberto Giacometti, senza data